# Пустое (озеро, Северо-Казахстанская область)
Пустое (каз. Пустое) — озеро в Жамбылском районе Северо-Казахстанской области Казахстана. Находится в 12 км к востоку от села Пресновка.
По данным топографической съёмки 1940-х годов, площадь поверхности озера составляет 1,21 км². Наибольшая длина озера — 1,2 км, наибольшая ширина — 1,2 км. Длина береговой линии составляет 4,2 км, развитие береговой линии — 1,07. Озеро расположено на высоте 135,9 м над уровнем моря.